# Peter Aerts
Pour les articles homonymes, voir Aerts.
Peter Aerts, surnommé The Dutch Lumberjack, est un néerlandais pratiquant le kick boxing. Il est né le 25 octobre 1970. Il mesure 1,92 m pour 108 kg.

## Biographie
Avant de triompher dans l'organisation du K-1 en remportant trois Grands Prix (1994, 1995 et 1998), Aerts était déjà un champion confirmé. Toutefois, le K-1 l'a fait connaître auprès de tous les amateurs d'arts martiaux. En effet, Peter Aerts est le seul combattant à avoir participé à toutes les finales du K-1 World Grand Prix de 1993 à 2005. Aerts a affronté tous les grands de la discipline (voir les résultats). En dehors du circuit K-1, Peter Aerts a battu des champions comme Maurice Smith, Jan Oosterbaan, Rob Van Esdonk, Adam Watt, Frank Lobman, Hubert Numrich entre autres. Peter Aerts s'est incliné contre des boxeurs dont Badr Hari, Andre Mannaart, Jan Wessells, Ernesto Hoost, Mike Bernardo, Andy Hug, Francisco Filho, Jérôme Le Banner, Semmy Schilt, Cyril Abidi, Mirko Filipovic, Stefan Leko, Alexey Ignashov, Ray Sefo, Musashi ou encore François Botha.
Au 11 décembre 2010 Aerts totalise 121 combats, dont 82 dans les règles du K-1.

## Palmarès

### Combats
Au 11 décembre 2010
120 combats  93 victoires  26 défaites 2 nuls
- 20/11/1988  DEF  contre Ernesto Hoost par décision au 5 R
- 01/01/1989  DEF  contre Andre Mannaart par KO
- 01/04/1990  VIC  contre Jan Osterbaan par décision 5 R
- 18/11/1990  DEF  contre Jan Wessels par KO 3 R
- 29/06/1991  VIC  contre Mark Russell par KO
- 18/11/1991  VIC  contre Frank Lobman par décision 5 R
- 22/03/1992  VIC  contre Darius Albek par KOT
- 09/04/1992  VIC  contre Maurice Smith par décision 9 R
- 14/05/1992  VIC  contre Adam Watt par KO 2 R
- 20/09/1992  VIC  contre Frank Lobman par KOT
- 04/10/1992  NUL  contre Masaaki Satake au 5 R
- 29/01/1993  VIC  contre Lee Swaney par KO
- 07/03/1993  VIC  contre Maurice Smith par KO 4 R
- 03/04/1993  DEF  contre Ernesto Hoost par décision 3 R (K-1 GP 1/4)
- 04/09/1993  VIC  contre Dino Holmes par KO 1 R (K-1)
- 19/09/1993  VIC  contre Rob van Esdonk par KO 4 R
- 20/02/1994  VIC  contre Markus Fuckner par KO
- 30/04/1994  VIC  contre Rob van Esdonk par KO 3 R (K-1 GP 1/4)
- 30/04/1994  VIC  contre Patrick Smith par KO 1 R (K-1 GP 1/2)
- 30/04/1994  VIC  contre Masaaki Satake par décision 3 R (K-1 GP Finale)
- 12/09/1994  VIC  contre Rob van Esdonk par KO 2 R (KB Tournoi 1/4)
- 12/09/1994  VIC  contre Glenn Winjgaart par KOT 1 R (KB Tournoi 1/2)
- 12/09/1994  VIC  contre Frank Lobman par KO 3 R (KB Tournoi Finale)
- 12/11/1994  VIC  contre Ergin Solmaz par KOT 3 R
- 10/12/1994  VIC  contre Glen Barker par KO 1 R (K-1)
- 03/03/1995  VIC  contre Toshiyuki Atokawa par KO 1 R (K-1 GP 1/4)
- 03/03/1995  VIC  contre Ernesto Hoost par décision 4 R (K-1 GP 1/2)
- 03/03/1995  VIC  contre Jérôme Le Banner par KO 1 R (K-1 GP Finale)
- 16/07/1995  VIC  contre Michael Thompson par KO 2 R (K-1)
- 03/09/1995  VIC  contre Sam Greco par décision 5 R (K-1)
- 28/10/1995  VIC  contre Humbert Numrich par décision 5 R
- 09/12/1995  VIC  contre Mike Bernardo par KO 1 R (K-1)
- 10/03/1996  VIC  contre Jean Claude Leuyer par KOT 1 R (K-1 GP 1/8)
- 06/05/1996  DEF  contre Mike Bernardo par KO 3 R (K-1 GP 1/4)
- 01/09/1996  DEF  contre Mike Bernardo par disqualification 1 R (K-1)
- 18/10/1996  DEF  contre Mike Bernardo par KO 3 R (K-1)
- 16/03/1997  VIC  contre Andy Hug par KO 1 R (K-1)
- 29/04/1997  VIC  contre Jean Claude Leuyer par KOT 2 R (K-1)
- 20/07/1997  VIC  contre Jérôme Le Banner par KO 2 R (K-1)
- 07/09/1997  VIC  contre James Warring par KO 3 R (K-1 GP 1/8)
- 09/11/1997  VIC  contre Mike Bernardo par KO 1 R (K-1 GP 1/4)
- 09/11/1997  DEF  contre Andy Hug par décision 3 R (K-1 GP 1/2)
- 09/04/1998  VIC  contre Ernesto Hoost par décision 5 R (K-1)
- 06/06/1998  DEF  contre Andy Hug par décision 5 R (K-1)
- 18/07/1998  NUL  contre Francisco Filho au 1 R (K-1)
- 27/09/1998  VIC  contre Sinisa Andrijasevic par KOT 2 R (K-1 GP 1/8)
- 13/12/1998  VIC  contre Masaaki Satake par KOT 1 R (K-1 GP 1/4)
- 13/12/1998  VIC  contre Mike Bernardo par KOT 1 R (K-1 GP 1/2)
- 13/12/1998  VIC  contre Andy Hug par KO 1 R (K-1 GP Finale)
- 03/02/1999  VIC  contre Michael McDonald par KO 2 R (K-1)
- 22/03/1999  VIC  contre Jim Mullen par KO 3 R (K-1)
- 25/04/1999  VIC  contre Matt Skelton par KOT 4 R (K-1)
- 06/06/1999  VIC  contre Maurice Smith par KOT 3 R (K-1)
- 18/07/1999  VIC  contre Sam Greco par KO 2 R (K-1)
- 05/10/1999  VIC  contre Lloyd van Dams par décision 5 R (K-1 GP 1/8)
- 05/12/1999  DEF  contre Jérôme Le Banner par KO 1 R (K-1 GP 1/4)
- 25/01/2000  VIC  contre Musashi par KOT 4 R (K-1)
- 23/04/2000  VIC  contre Ray Sefo par KOT 3 R (K-1)
- 12/05/2000  VIC  contre Andrew Thomson par KO 1 R (K-1)
- 07/07/2000  DEF  contre Cyril Abidi par KO 1 R (K-1)
- 20/08/2000  DEF  contre Cyril Abidi par KOT 1 R (K-1 Tournoi 1/4)
- 10/12/2000  VIC  contre Cyril Abidi par décision 3 R (K-1 GP 1/4)
- 04/02/2001  VIC  contre Stuart Green par KO 1 R (K-1)
- 17/03/2001  DEF  contre Mirko Filipovic par décision 5 R (K-1)
- 15/04/2001  VIC  contre Nobu Hayashi par KOT 5 R (K-1)
- 11/08/2001  VIC  contre Noboru Uchida par KOT 3 R (K-1 Tournoi 1/4)
- 11/08/2001  VIC  contre Maurice Smith par décision 4 R (K-1 Tournoi 1/2)
- 11/08/2001  DEF  contre Stefan Leko par KO 3 R (K-1 Tournoi Finale)
- 08/12/2001  DEF  contre Francisco Filho par KOT 2 R (K-1 GP 1/4)
- 21/04/2002  VIC  contre Nicholas Pettas par KO 1 R (K-1)
- 02/06/2002  VIC  contre Andrei Kirsanov par décision 5 R (K-1)
- 14/07/2002  DEF  contre Alexey Ignashov par décision 5 R (K-1)
- 05/10/2002  VIC  contre Glaube Feitosa par décision 3 R (K-1 GP 1/8)
- 07/12/2002  DEF  contre Ray Sefo par décision 3 R (K-1 GP 1/4)
- 30/03/2003  DEF  contre Stefan Leko par KOT 3 R (K-1)
- 29/06/2003  VIC  contre Tsuyoshi Nakasako par KO 2 R (K-1)
- 11/10/2003  VIC  contre Jerrel Venetiaan par décision 3 R (K-1 GP 1/8)
- 06/12/2003  VIC  contre Alexey Ignashov par décision 4 R (K-1 GP 1/4)
- 06/12/2003  DEF  contre Musashi par décision 3 R (K-1 GP 1/2)
- 06/06/2004  VIC  contre Gary Goodridge par KOT 3 R (K-1)
- 25/09/2004  VIC  contre Michael McDonald par décision 3 R (K-1 GP 1/8)
- 04/12/2004  DEF  contre François Botha par KOT 1 R (K-1 GP 1/4)
- 19/03/2005  VIC  contre Carter Williams par décision 4 R (K-1)
- 23/09/2005  VIC  contre Mighty Mo par KO 2 R (K-1 GP 1/8)
- 19/11/2005  VIC  contre Jérôme Le Banner par décision 4 R (K-1 GP 1/4)
- 05/03/2006  VIC  contre Semmy Schilt par décision 3 R (K-1)
- 13/05/2006  DEF  contre Ernesto Hoost par décision 3 R (K-1)
- 03/06/2006  VIC  contre Hiraku Hori par KO 2 R (K-1)
- 30/07/2006  VIC  contre Gary Goodridge par décision 3 R (K-1)
- 02/12/2006  VIC  contre Musashi par KO 1 R (K-1 GP RF)
- 02/12/2006  VIC  contre Glaube Feitosa par KOT 2 R (K-1 GP 1/2)
- 02/12/2006  DEF  contre Semmy Schilt par décision 3 R (K-1 GP Finale)
- 23/06/2007  VIC  contre Bob Sapp par KO 1 R (K-1)
- 05/08/2007  VIC  contre Nicholas Pettas par KO 2 R (K-1)
- 29/09/2007  VIC  contre Ray Sefo par KOT 1 R (K-1 GP 1/8)
- 08/12/2007  VIC  contre Junichi Sawayashiki par KO 1 R (K-1 GP 1/4)
- 08/12/2007  VIC  contre Remy Bonjasky par décision 3 R (K-1 GP 1/2)
- 08/12/2007  DEF  contre Semmy Schilt par KOT 1 R (K-1 GP 1/2 Finale)
- 11/12/2010  VIC  contre Mighty Mo par KO 1 R (KICK)(K-1 GP 1/8)
- 11/12/2010  VIC  contre Semmy Schilt par décision 3 R(K-1 GP 1/2)
- 11/12/2010  DEF  contre Alistair Overeem par KO 1 R (PUNCH)(K-1 GP Finale)

### Palmarès en combat libre
Peter Aerts effectue également des combats dans les règles du combat libre (appelé aussi MMA pour mixed martial arts)
- 06/07/05   victoire contre l'Américain Wakashoyo par KOT au 1er round ;
- 31/12/05   défaite contre le Japonais Shungo Oyama par soumission au 1er round.